# Odontomachus imperator
Odontomachus imperator is een mierensoort uit de onderfamilie van de Ponerinae. De wetenschappelijke naam van de soort is voor het eerst geldig gepubliceerd in 1887 door Carlo Emery. Luigi Maria d'Albertis had deze soort verzameld op Nieuw-Guinea.